# Ministère de l'Environnement, du Climat et de la Biodiversité
Pour les articles homonymes, voir ministère de l'Environnement.
Au Grand-Duché de Luxembourg, le ministère de l'Environnement, du Climat et de la Biodiversité, met en œuvre le programme environnemental du gouvernement, coordonne les travaux en matière de développement durable et prend toutes les mesures adéquates en vue de la protection de l'environnement naturel et humain et de lutte contre le changement climatique.

## Historique

### Titulaires depuis 1977
| Nom | Nom | Nom                         | Dates du mandat | Dates du mandat | Parti | Gouvernement(s)                      |
| --- | --- | --------------------------- | --------------- | --------------- | ----- | ------------------------------------ |
|     |     | Josy Barthel                | 16/09/1977      | 20/07/1984      | DP    | Thorn-Vouel-Berg Werner-Thorn-Flesch |
|     |     | Robert Krieps               | 20/07/1984      | 14/07/1989      | LSAP  | Santer-Poos I                        |
|     |     | Alex Bodry                  | 14/07/1989      | 13/07/1994      | LSAP  | Santer-Poos II                       |
|     |     | Johny Lahure                | 13/07/1994      | 30/01/1998      | LSAP  | Santer-Poos III Juncker-Poos I et II |
|     |     | Alex Bodry                  | 30/01/1998      | 07/08/1999      | LSAP  | Juncker-Poos II                      |
|     |     | Charles Goerens             | 07/08/1999      | 31/07/2004      | DP    | Juncker-Polfer                       |
|     |     | Carole Dieschbourg          | 31/07/2004      | 23/07/2009      | LSAP  | Juncker-Asselborn I                  |
|     |     | Carole Dieschbourg          | 04/12/2013      | 21/04/2022      | DG    | Bettel I et II                       |
|     |     | Claude Turmes (par intérim) | 21/04/2022      | 02/05/2022      | DG    | Bettel II                            |
|     |     | Joëlle Welfring             | 02/05/2022      | 17/11/2023      | DG    | Bettel II                            |
|     |     | Serge Wilmes                | 17/11/2023      | En fonction     | CSV   | Frieden                              |